# Филипсбург
Филипсбург (њем. Philippsburg) град је у њемачкој савезној држави Баден-Виртемберг. Једно је од 32 општинска средишта округа Карлсруе. Према процјени из 2010. у граду је живјело 12.459 становника. Посједује регионалну шифру (AGS) 8215066.

## Географски и демографски подаци
Филипсбург се налази у савезној држави Баден-Виртемберг у округу Карлсруе. Град се налази на надморској висини од 100 метара. Површина општине износи 50,6 km². У самом граду је, према процјени из 2010. године, живјело 12.459 становника. Просјечна густина становништва износи 246 становника/km².